# Феросилікомарганець
Феросилікомарганець — феросплав, основними складовими якого є залізо, кремній та марганець.

## Використання
Застосовується у металургії у процесі виробництва сталі для її розкислення та легування.
Силікомарганець також використовують як відновник при силікотермічному процесі, зокрема для виробництва безвуглецевого, маловуглецевого та середньовуглецевого феромарганцю та ферохрому, а також при виробництві флюсів.
Особливості кремнію як відновника:
- Висока спорідненість с киснем, проте снижується з підвищення температури;
- Можливість отримання безвуглецевих феросплавів;
- У процесі плавки утворюються силіциди, що у свою чергу збільшує вміст кремнію у сплаві;
- Більші затрати електроенергії;
- Кремній більш дорогий відновник, так як використовується у вигляді феросплаву.

Феросилікомарганець постачають у шматках масою не більше 20 кг.

## Хімічний склад
Виробляється за державним стандартом України ДСТУ 3548-97 марок МнС17, МнС22.
| Марка | Зміст за стандартом % | Зміст за стандартом % | Зміст за стандартом % | Зміст за стандартом % | Зміст за стандартом % | Зміст за стандартом % |
| ----- | --------------------- | --------------------- | --------------------- | --------------------- | --------------------- | --------------------- |
| Марка | марганець, не менше   | кремній               | вуглець               | фосфор                | фосфор                | сірка                 |
| Марка | марганець, не менше   | кремній               | вуглець               | А                     | Б                     | сірка                 |
| Марка | марганець, не менше   | кремній               | не більше             |                       |                       |                       |
| МнС17 | 65                    | 15—20                 | 2,5                   | 0,1                   | 0,6                   | 0,03                  |
| МнС22 | 65                    | 20—25                 | 1,0                   | 0,1                   | 0,35                  | 0,03                  |

## Гранулометричний склад
| Клас крупності | 1      | 2      | 3     | 4    | 5    | 6     |
| -------------- | ------ | ------ | ----- | ---- | ---- | ----- |
| Розмір шматків | 20—200 | 20—100 | 5—100 | 5—50 | 5—25 | 0—300 |